# Complexe pétrochimique de Rio de Janeiro
Le Complexe pétrochimique de Rio de Janeiro, en portugais : Complexo Petroquímico do Rio de Janeiro (Comperj), est une installation pétrochimique de grande taille, incluant une raffinerie, située au nord-est de Rio de Janeiro. Elle est gérée par Petrobras, qui a réalisé un investissement de 8,4 milliards de dollars pour la construction de cet ensemble.